# Flageolet (musique)
Pour les articles homonymes, voir Flageolet.

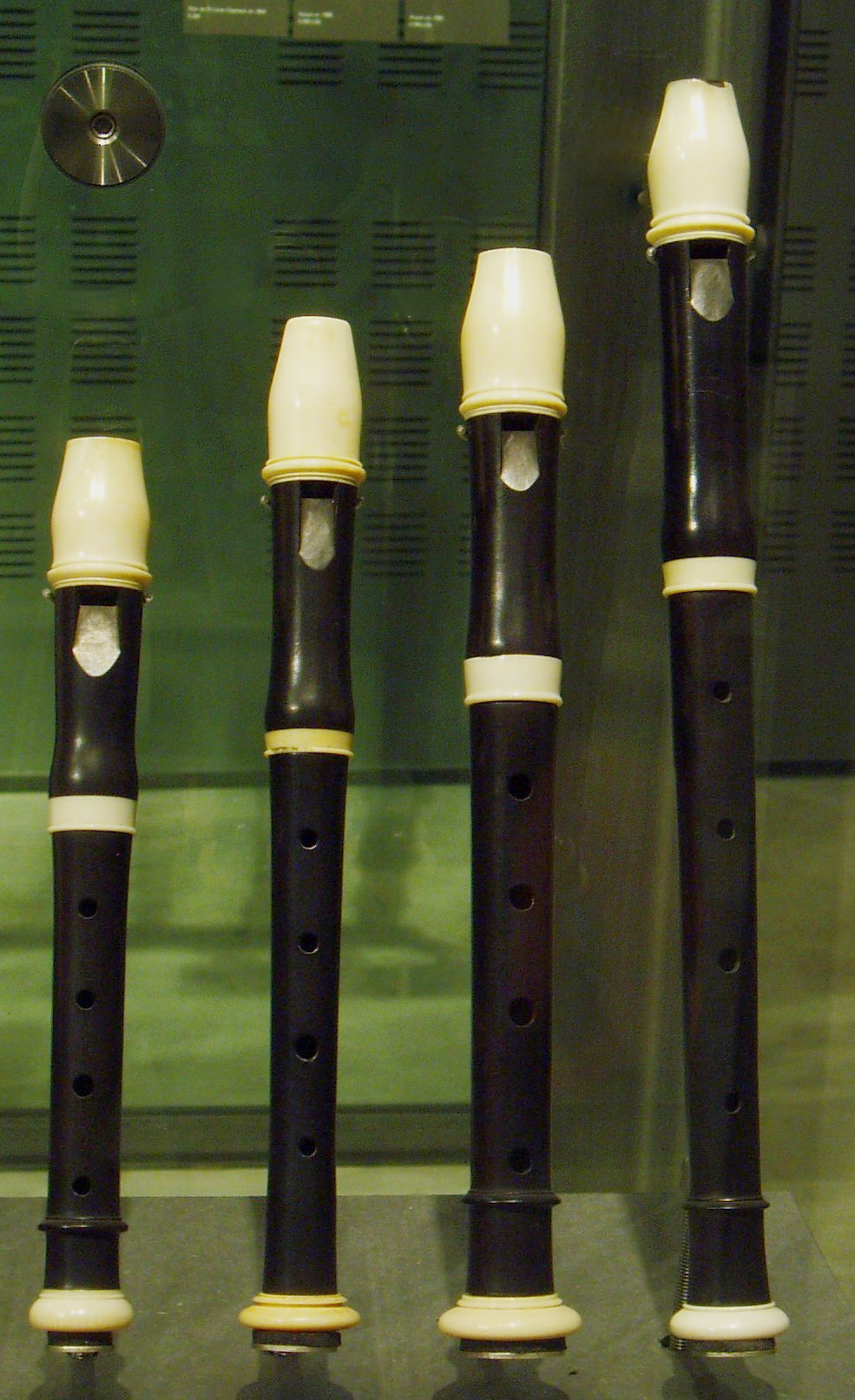
Flageolets à bec, Musée de la musique à Paris.

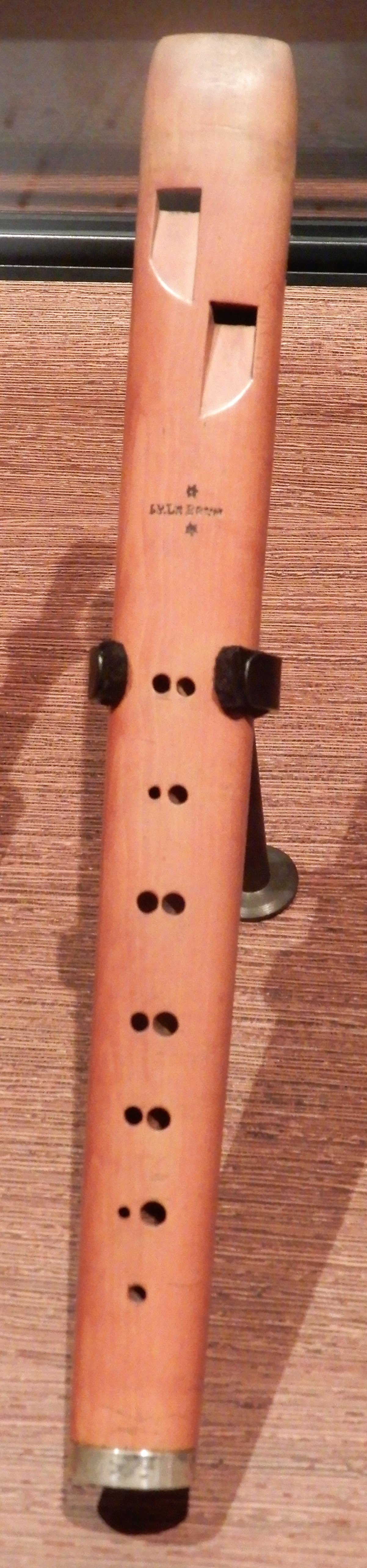
Flûte double ou flûte d’accord, Musée des instruments de musique de Bruxelles.

Flageolet à pompe conservé au Musée des Arts et Métiers de Hambourg (vers 1800).

En musique, le flageolet désigne une famille d'instruments à vent à sifflet (flûtes à conduit) regroupant divers instruments : flageolet français, flageolet anglais, flajeol (flabiol) catalan...
Il apparaît dans les sources littéraires françaises dès le XIIIe siècle. Terme diminutif de flageol, flageot, flaiol, flajo, etc., il semble avoir été utilisé pour désigner une sorte de flûte pastorale. Il est mentionné dans un contexte bucolique par Clément Marot à côté de la flûte, de la cornemuse et du rebec dans la Ballade du jour de Noël (Adolescence clémentine). Un instrument proche était le larigot, sorte de flajeol décrit dans l'Orchésographie de Thoinot Arbeau (1588, f.17v).
Cet instrument doit être distingué du tin whistle, petite flûte à six trous utilisée couramment dans la musique traditionnelle irlandaise.

## Le flageolet français

### Histoire
Le flageolet français est un instrument de perce légèrement tronconique comportant quatre trous à l'avant et deux trous à l'arrière pour les pouces. Bien qu’on puisse souvent le lire, son invention ne date pas de 1581 (Ballet comique de la reine, premier ballet de cour donné et imprimé en France, dans lequel le sieur Juvigny incarnait le dieu Pan en jouant d’un « flageolet », attribut du dieu grec), l’instrument existait bien avant cette date[réf. nécessaire].
L'instrument a été décrit et illustré par Marin Mersenne (1588 - 1648) dans son Harmonie Universelle en 1636 (Livre cinquiesme « Des instrumens à vent »). À la lecture de Mersenne, il ressort que le flageolet possède déjà au début du XVIIe siècle une technique aboutie et connaît des instrumentistes virtuoses capables « d'imiter les diminutions de la gorge, de la Viole, des Luths et des autres instruments ».
La première méthode de flageolet retrouvée est celle de Thomas Greeting : The Pleasant Companion or New Lessons and instructions for the Flagelet. Elle a été publiée par John Playford (1623 - 1686) et était vendue dans son magasin à Londres près de Temple Church. Elle comporte 70 airs présentés sous forme de tablatures (dot notation). Cette tablature comporte six lignes correspondant aux trous de l'instrument, les trous à boucher étant représentés par des points. Le rythme est noté au-dessus de ce système. Les pièces sont de John Banister, William Clayton, Matthew Locke, Robert Smith, Pelham Humfrey. Cet ouvrage témoigne de l'importante pratique amateur du flageolet français au XVIIe siècle.
Le flageolet a été par ailleurs utilisé dès le XVIIe siècle dans la musique savante, par exemple dans une introduction instrumentale pour deux flageolets dans l'oratorio Abelle de Pietro Torri, créé à Bruxelles en 1695. Le flageolet est ensuite utilisé au XVIIIe siècle à l'opéra chez Vivaldi, Haendel et Gluck.
Une méthode a été publiée en 1700 et rééditée en 1792 sous le titre La Véritable manière d'apprendre à jouer en perfection du haut-bois, de la flûte et du flageolet, avec les principes de la musique pour la voix et pour toutes sortes d'instruments, par Jean-Pierre Freillon-Poncein, membre de la Musique de la Grande Écurie du Roy.
L'Encyclopédie de Diderot et d'Alembert précise qu'il existe deux types de flageolet : le flageolet d'oiseau et le flageolet gros. « Le flageolet d'oiseau est le plus petit : il est composé de deux parties qui se séparent, l'une qui est proprement le flageolet, composée de la lumière & du canal percé de trous, l'autre qui est un porte-vent, formée d'un petit tuyau & d'une cavité assez considérable où l'on enferme une petite éponge qui laisse passer l'air & qui retient l'humidité de l'haleine. Le gros flageolet ne diffère du précédent qu'en ce qu'il n'a point de porte-vent; qu'il est à bec & tout d'une pièce. Ces flageolets ont l'un & l'autre la même tablature [...] les sons du flageolet d'oiseau sont plus légers, plus délicats, ont moins de corps & s'écoutent avec plus de plaisir : il est appelé flageolet d'oiseau, parce qu'on s'en servoit pour siffler les serins, les linottes & autres oiseaux, avant qu'on eût la serinette, qui est moins parfaite, mais qui épargne beaucoup de peine. »
Le Traité des Serins de Canarie, publié en 1709 par le naturaliste parisien Hervieux de Chanteloup (1683 - 1747), nous apprend la façon d'instruire les serins au chant par l'utilisation du flageolet ou de la serinette et reproduit quelques airs de musique pouvant être utilisés dans ce but. William Hill publie en 1717 The Bird Fancyer's Delight, recueil de pièces destinées à apprendre des airs aux oiseaux domestiqués en s'approchant de leur cage dans l'obscurité et en leur répétant les mêmes morceaux.
Le flageolet à pompe apparaît en toute vraisemblance à la fin du XVIIIe siècle. Auparavant on ne connaît que des flageolets à bec. La pompe joue un rôle de résonateur qui adoucie le son sans rien changer au jeu et peut être munie d'une éponge.
Au XIXe siècle, l'instrument connaît son âge d'or en devenant le flageolet de quadrille, instrument des bals et des fêtes parisiennes. La facture instrumentale connaît un essor parallèlement aux exigences techniques de la musique : variations, trilles, double et triple coup de langue. L'instrument se dote ainsi d'un nombre croissant de clés : d'abord une clé (clé de si b), puis clé de ré #, système de trois à cinq clés au milieu du siècle avec parfois clé de sifflet, jusqu'au système Boehm à la fin du XIXe siècle qui détrône le système Gyssens apparu en 1852.
L'instrument tombe dans l'oubli vers les années 1930. Il est actuellement très peu joué et suscite l'intérêt de quelques flûtistes à bec passionnés.

### Pièces pour le flageolet français
- Répertoire du XVIIe siècle :
  - Thomas Greeting : The Pleasant Companion or New Lessons and instructions for the Flagelet
- Répertoire du XVIIIe siècle :
  - William Hill : The Bird Fancyer's Delight (1717)
- Répertoire du XIXe siècle :
  - Narcisse Bousquet (circa 1800-1869) : 36 études pour le flageolet divisés en 3 suites, trois volumes (1851) ; Méthode de flageolet divisée en trois parties élémentaires et progressives augmentée de huit tablatures trois parties en un volume (1857) ; Air varié pour le flageolet, flûte ou cornet à pistons sur « Malborough » (1860) ; Douze Grands Caprices pour flageolet ou flûte, deux volumes (1864)
  - Eugène Damaré (1840 - 1919) : L'alouette, polka solo pour flûte ou flageolet, op. 172 (1894) ; Fifrelinette, polka (pour orchestre avec solos de flûte ou flageolet), op. 98 (1883) ; Fleurs et papillons, polka rondeau pour orchestre avec solos de flûte ou flageolet op. 211 (1897)
  - Frédéric Chalon (fin XVIIIe siècle - ?) : Recueil de valses et airs de danse arrangés pour deux flageolets (circa 1800) ; Quatrième recueil de valses et anglaises pour deux flageolets (circa 1800)
  - Jean Claveau (1761 - ?) : Six duos dialogués pour deux flageolets (1792)
  - Antoine Fladt (1775 - ?) : Huit allemandes et quatre valses pour deux flageolets ; 24 petites pièces pour deux flageolets
  - Sébastien Demar (1753 - ?) : Petite méthode pour le flageolet suivie de vingt quatre petits airs en duos mêlés de pot-pourry et variations ; Trois recueils d'airs pour deux flageolets ; Recueil de morceaux extraits des ouvrages dudit Pleyel, arrangés pour deux flageolets

### Facture instrumentale

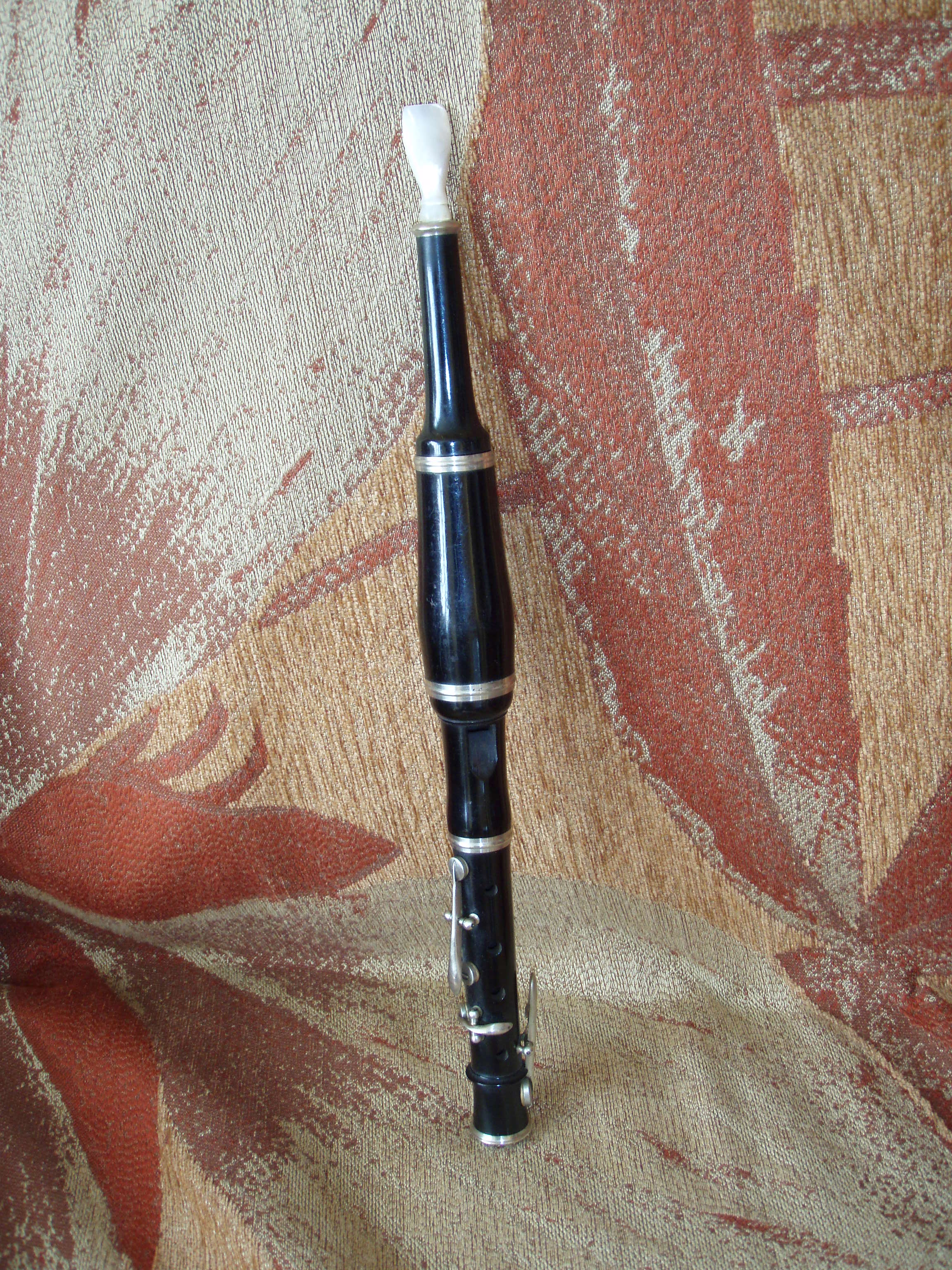
Flageolet français à pompe en ébène du XIXe siècle avec des clés.

Les facteurs de flageolets utilisèrent du buis pour la fabrication, puis de l’ébène. Les clés étaient confectionnées avec de l’argent. Pour le bec, l’usage de la nacre, de l'os ou de l'ivoire était de rigueur.
On trouve actuellement des flageolets en métal utilisés comme instruments d'initiation.

## Le flageolet anglais

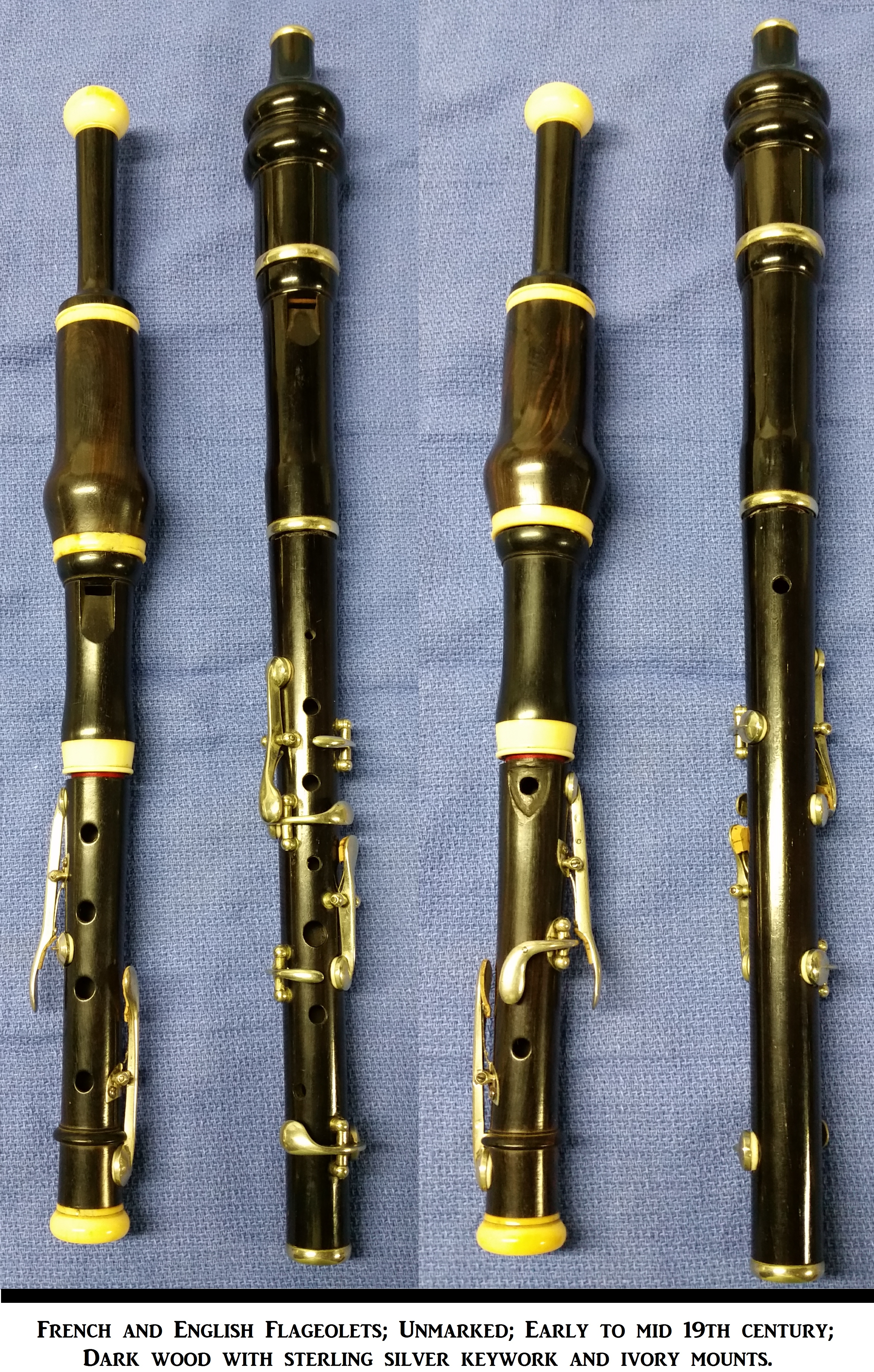
Comparaison entre flageolets français et anglais (vues de dessus et de dessous).

À partir du XIXe siècle, le flageolet rencontre une évolution différente entre le modèle français et le modèle anglais. Le flageolet anglais possède généralement six trous sur le dessus et octavie au souffle. On trouve en Angleterre des flageolets doubles, et également triples.

### Histoire
À la fin du XVIIIe siècle et au début du XIXe siècle, certains facteurs d'instruments anglais, notamment William Bainbridge, ont commencé à fabriquer des flageolets avec six trous pour les doigts sur le devant. Ces instruments sont appelés "flageolets anglais" et ont finalement été produits en métal sous forme de tin whistles. Le nombre de clefs varie entre zéro et six. Certains flageolets ont été fabriqués avec des têtes interchangeables, ce qui permettait de jouer du flageolet comme d'une flûte ou d'un fifre.
En 1805, William Bainbridge a fabriqué un double flageolet à partir d'une seule pièce de bois. En décembre 1805, son rival Thomas Scott obtient un brevet pour « un instrument sur le principe du flageolet, construit comme un instrument unique de telle sorte que deux parties d'une composition musicale peuvent y être jouées en même temps par une seule personne ». Avec l'organiste aveugle John Purkis (en), le partenariat Scott & Purkis est formé pour fabriquer les nouveaux instruments, et un livre didactique est publié. Mais Bainbridge continua à améliorer son modèle, qui gagna le plus de popularité et il obtint un brevet vers 1810 pour un double flageolet. Bainbridge a également produit un triple flageolet qui ajoutait un troisième tuyau, semblable à  un drone, qui avait un doigté semblable à celui d'un ocarina.